# NGC 2835
NGC 2835 é uma galáxia espiral barrada (SBc) localizada na direcção da constelação de Hydra. Possui uma declinação de -22° 21' 19" e uma ascensão recta de 9 horas, 17 minutos e 52,6 segundos.
A galáxia NGC 2835 foi descoberta em 1850 por Edward Emerson Barnard.